# Powiat brzozowski
Powiat brzozowski – polski powiat znajdujący się w środkowej części województwa podkarpackiego, utworzony w 1999 roku w ramach reformy administracyjnej. Jego siedzibą jest miasto Brzozów, będące jedynym miastem w powiecie.
Na terenie powiatu występuje przemysł spożywczy, drzewny, wydobywana jest ropa naftowa oraz gaz ziemny. Ważną dziedziną dla rozwoju tej okolicy jest turystyka. Miejsca, które często zwiedzają turyści, to miasto Brzozów, czy też nabrzeża rzeki San. Dwie trasy Szlaku Architektury Drewnianej na Podkarpaciu, do którego zaliczają się m.in. kościoły w Bliznem oraz w Haczowie. Dodatkowo obiekty sakralne w tych miejscowościach wpisane są do listy światowego dziedzictwa UNESCO.
Powiat brzozowski lokuje się wśród 25 powiatów województwa podkarpackiego na miejscach:
- Powierzchnia – 18. miejsce
- Ludność – 17. miejsce
- Gęstość zaludnienia – 13. miejsce

Według danych z 31 grudnia 2019 roku powiat zamieszkiwało 65 657 osób. Natomiast według danych z 31 grudnia 2023 roku powiat zamieszkiwały 63 416 osoby.

## Podział administracyjny
W skład powiatu wchodzi:
- gminy miejsko-wiejskie: Brzozów
- gminy wiejskie: Domaradz, Dydnia, Haczów, Jasienica Rosielna, Nozdrzec
- miasta: Brzozów

Powiat zajmuje 3,02% powierzchni województwa.
| Nazwa gminy        | Powierzchnia | Ludność | Gęstość zaludnienia | Wójt                  | Rodzaj          |
| ------------------ | ------------ | ------- | ------------------- | --------------------- | --------------- |
| Brzozów            | 103,07 km²   | 26 087  | 253 os./km²         | Szymon Stapiński      | miejsko-wiejska |
| Domaradz           | 57,39 km²    | 6 079   | 109 os./km²         | Jan Kędra             | wiejska         |
| Dydnia             | 130,28 km²   | 8 238   | 63 os./km²          | Alicja Pocałuń        | wiejska         |
| Haczów             | 71,65 km²    | 9 079   | 127 os./km²         | Stanisław Jakiel      | wiejska         |
| Jasienica Rosielna | 57,06 km²    | 7 351   | 129 os./km²         | Urszula Brzuszek      | wiejska         |
| Nozdrzec           | 120,68 km²   | 8 503   | 70 os./km²          | Stanisław Żelaznowski | wiejska         |

Źródło.

## Demografia

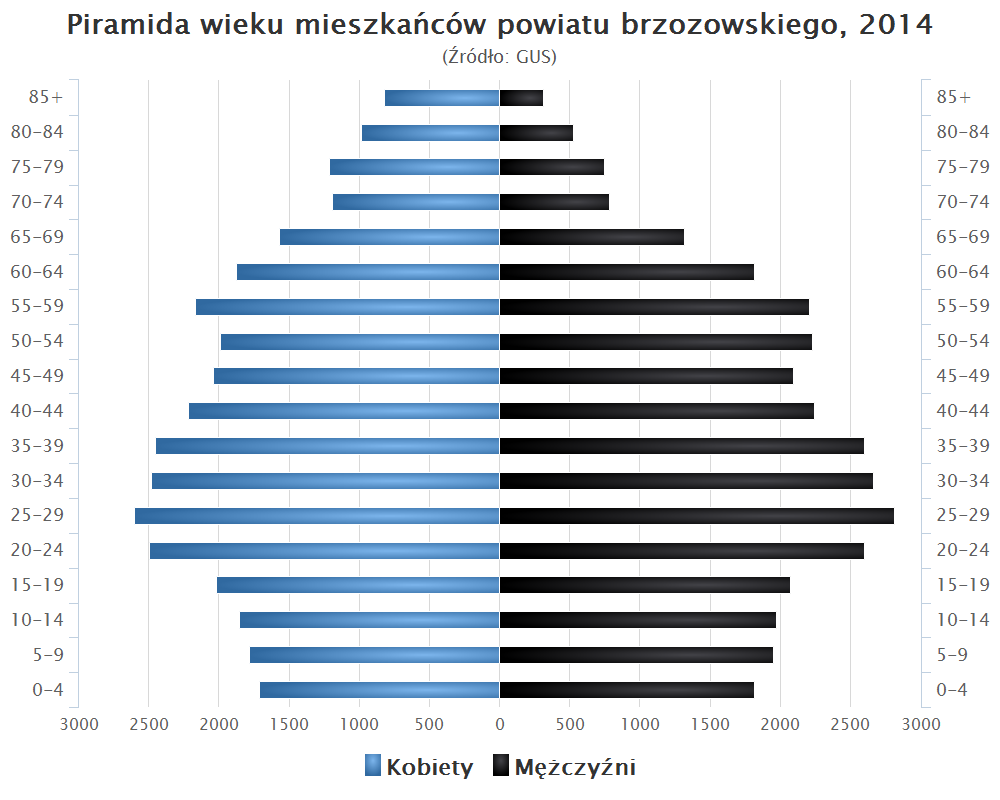
Piramida wieku mieszkańców powiatu brzozowskiego w 2014 roku

Liczba ludności (dane z 30 czerwca 2005):
|        | Ogółem | Ogółem | Kobiety | Kobiety | Mężczyźni | Mężczyźni |
| osób   | %      | osób   | %       | osób    | %         |           |
| ------ | ------ | ------ | ------- | ------- | --------- | --------- |
| Ogółem | 65 514 | 100    | 33 208  | 50,69   | 32 306    | 49,31     |
| Miasto | 7801   | 11,91  | 4026    | 6,15    | 3775      | 5,76      |
| Wieś   | 57 713 | 88,09  | 29 182  | 44,54   | 28 531    | 43,55     |

▶Wieś vs ▶miasto
Ogółem (▶k, ▶m)
Miasto (▶k, ▶m)
Wieś (▶k, ▶m)

## Geografia
Powiat brzozowski usytuowany jest w większości na stoku Pogórza Dynowskiego oraz zachodniej części Pogórza Przemyskiego. W południowo-zachodniej części powiatu znajduje się północny kraniec Kotliny Jasielsko-Krośnieńskiej.
Ukształtowanie terenu charakteryzują liczne wzgórza, które poprzedzielane są dolinami rzek i potoków. Im bardziej na południe tym wzniesienia stają się coraz wyższe i strome, kilkakrotnie przekraczając granicę 500 m n.p.m.
Przez powiat przepływa kilka rzek oraz potoków. Największe z nich to: Wisłok w gminie Haczów oraz San w gminach Nozdrzec i Dydnia. Mniejszymi rzekami są:
- Stobnica, Rosielna, Zmienniczka, Morwawa, Golcówka, Sietnica – dopływy Wisłoka,
- Baryczka, Magiera, Magierka, Jaworka – dopływy Sanu.

### Klimat
W powiecie brzozowskim wyróżnia się dwa piętra klimatyczne: umiarkowane ciepłe, którego średnia wieloletnia temperatura waha się w granicach od 6 °C do 8 °C oraz umiarkowane chłodne, charakteryzujące się średnimi wieloletnimi temperaturami powietrza od 4 °C do 6 °C. Te dwa piętra należą do typu klimatu przejściowego z przewagą kontynentalnego.
Zimą średnia temperatura spada do –3 °C do –4 °C, natomiast średnia temperatura lipca waha się od 17 °C do 18 °C. Wiatry wykazują stosunkowo małą siłę. Najczęściej występują dość umiarkowane o sile 5-10 m/s, przeważnie z kierunków południowo-zachodniego i południowego. Jesienią jest zdecydowana przewaga wiatrów wschodnich i północno-wschodnich, natomiast miesiące: czerwiec, lipiec, sierpień wykazują przewagę wiatrów zachodnich. Coraz częściej wykazują przewagę wiatrów zachodnich powyżej 20 m/s. Wyrządzają one duże szkody w drzewostanach, sieci elektrycznej i w zabudowaniach, powodując m.in. zrywanie dachów.
Przeciętna roczna ilość opadów wynosi od 750 do 800 mm. Ich harmonogram w ciągu jednego roku stanowi dużą nierównomierność, gdyż stosunkowo największa ilość opadów przypada w okresie letnim (250–400 mm), a najmniejsza w zimie (80–180 mm).
Okres trwania pokrywy śnieżnej kształtuje się w granicach od 60 do 150 dni. Szata śnieżna pojawia się najczęściej w drugiej połowie listopada lub na początku grudnia. Natomiast jej zanik ma miejsce na przełomie marca i kwietnia.

### Przyroda
Oprócz pomników przyrody, które znajdują się na terenie powiatu znajdują się również dwa rezerwaty przyrody:
- rezerwat przyrody Kretówki – rezerwat o powierzchni 95,27 ha utworzony w 1959 roku. Na obszarze na północ od miejscowości Jabłonica Polska znajduje się las mieszany (sosna, jodła, buk), występuje około 400 sztuk cisów. Niektóre z nich liczą nawet 250 lat.
- rezerwat przyrody Cisy w Malinówce – rezerwat o powierzchni 4,02 ha utworzony w 1957 roku, na obszarze wsi Malinówka na paśmie górskim oddzielającym dolinie rzeki Wisłok od doliny Stobnicy. W skład rezerwatu wchodzi ponad 1000 cisów, w tym sporo okazów o średnicy pnia dochodzącej do 25 cm i wysokości do 15 metrów.

Na terenie gminy Jasienica Rosielna w miejscowościach Wola Jasienicka i Jasienica Rosielna znajduje się część Czarnorzecko-Strzyżowskiego Parku Krajobrazowego.

## Historia

### Pierwsze ślady człowieka
Teren powiatu zamieszkiwane były już w paleolicie górnym. Dowodem tego jest znaleziony w miejscowości Wesoła radiolarytowy półtylczak. Narzędzie to należało do tutejszych mieszkańców trudniących się głównie łowiectwem, polująca między innymi na mamuty. W związku z rewolucją neolityczną ludność ta zawędrowała do pobliskich miejscowości. W największy zasięg osiedlania pobliskich terenów miał zasięg nawet wsi Humniska, czy Grabownica Starzeńska. Duża ilość zabytków neolitycznych w dolinie rzeki Baryczka sugeruje, że być może ma to związek z wychodniami złóż tzw. dynowskiego margla krzemionkowego, który miał służyć jako surowiec do wyrobu siekier.

### Czasy po lokacji Brzozowa – XIV wiek
Większy rozwój okolic nastąpił wraz z przyłączeniem na stałe do Polski przez Kazimierza Wielkiego. Ziemie te stały się integralną częścią ziemi sanockiej. Obszar ten był pokryty rozległymi lasami, a liczba osad w porównaniu ze stanem z XV, czy XVI wieku niewielka. Najsilniej zaludnione były dolina Sanu oraz Doły sanockie. Kolejne wsie zostały zakładane przez karczowanie lasów.
Akcję osadniczą zamierzającą zasiedlenie tego terenu rozpoczął król Kazimierz Wielki w dniu 2 października 1359 roku, kiedy to wydał w Krakowie przywilej, na mocy którego pozwolił Stefanowi, synowi Wojosta z Sobniowa, założyć koło Jasła wieś na prawie niemieckim w lesie zwanym Brzozowe, nad Stobnicą. Dla tej osady monarcha przydzielił 50 łanów frankońskich, a Stefanowi i jego spadkobiercom nadał sołectwo tej wsi z 3 łanami, 2 młynami, 2 stawami, wraz z szóstym groszem z czynszów pochodzących z gruntów i ogrodów oraz piekarzy, kowali, rzeźników, krawców i szewców. W tym samym roku powstał Domaradz, a 25 kwietnia 1366 roku powstałą wieś Blizne na terenie lasu Blyzne. W XIV wieku prawa lokacji uzyskały jeszcze: Grabownica Starzeńska, Ulucz, Wołodź, Wara, Dydnia oraz Temeszów. W większości pozostałe miejscowości prawa lokacji uzyskały w XV wieku.
Wraz z rozwojem osadnictwa kształtowała się również na tych terenach administracja kościelna obrządku łacińskiego, nastawiona głównie na działalność misyjną. Przed powstaniem w 1377 roku diecezji przemyskiej, istniało na tym terenie kilkanaście kościołów m.in. w Brzozowie, Domaradz, Blizne.

### Czasy Rzeczypospolitej Obojga Narodów
W XV i XVI wieku we wsiach i miasteczkach Pogórza Dynowskiego obserwować można było wzrost ilości ludności na terenach dawnej puszczy przygranicznej. Wiek XVII przyniósł ze sobą wiele wojen co zubożyło małe miasteczka tutejszych terenów. W 1624 roku Tatarzy napadli tutejsze tereny, niszcząc doszczętnie 11 miejscowości, biorąc do niewoli okolicznych mieszkańców (jasyr). Tatarzy po rozbiciu przez hetmana Stanisława Koniecpolskiego porzucili jeńców, którzy powrócili do domów. Zaś w 1657 roku w porozumieniu ze Szwedami od południa na Polskę zaatakował książę Siedmiogrodzki Jerzy II Rakoczy, niszcząc doszczętnie Brzozów.
W wieku XVIII powstały tu pierwsze klasztory. Najwcześniejszym był klasztor bazylianów w Uluczu, który został przeniesiony w 1744 roku do Dobromila (obecnie na Ukrainie w rejonie starosamborskim). W 1728 roku Aleksander Fredro ufundował w Starej Wsi zakon paulinów. Natomiast, dzięki biskupowi Wacławowi Hieronimowi Sierakowskiemu w Brzozowie powstała fundacja misjonarzy (1743), a w Bliznem zakon kapucynów (1760). Klasztory te rozwinęły się w pierwszych latach okresu zaborów.
U schyłku I Rzeczypospolitej na terenie brzozowskiego rozgrywały się walki pomiędzy konfederatami barskimi a wojskami rosyjskimi. Jedną z nich była bitwa na błoniach między Brzozowem a Starą Wsią. Nie zapobiegło to rozbiorom. W 1772 roku wkroczyły tu wojska austriackie.

### Czasy rozbiorów
Ziemie brzozowskie w wyniku I rozbioru Polski znalazły się pod panowaniem monarchii austriackiej. Według nowej administracji teren ten nazywano Królestwem Galicji i Lodomerii, potocznie nazywanym Galicją. W 1846 roku odbywająca się rewolucja miała osty przebieg na tych terenach. Stąd miała ruszyć grupa chłopów, która miała zaatakować Sanok. Jednak chłopi zostali zbałamuceni przez rządzących i ruszyli przeciwko powstaniu. W Haczowie pobili i oddali do cyrkułu w Sanoku działacza powstańczego Juliana Goslara, którego skazano na śmierć przez powieszenie w 1852 roku. Chłopi zaatakowali dwory w Izdebkach, Bachórzu oraz Dynowie.
Ożywienie na tym terenie nastąpiło w drugiej połowie XIX wieku po otrzymaniu przez Galicję autonomii. Wprowadzono nowy podział administracyjny, utworzono powiat brzozowski. Powstało wtedy wiele organizacji i instytucji. W miastach rozwijało się rzemiosło. Słynne wtedy były fajki brzozowskie oraz grzebienie wykonywane z rogu bydlęcego.
W życiu społeczno-kulturalnym dużą rolę odgrywało sanktuarium Maryjne w Stara Wieś. Uroczystość koronacji obrazu Matki Boskiej Starowiejskiej 8 września 1877 roku zgromadziła ponad 100 tysięcy ludzi, a w imieniu papieża Piusa IX przyjechał tutaj Lodovico Jacobini.
W drugiej połowie XIX wieku władze austriackie budują w okolicy linie kolejowe łączące m.in. Sanok, Krosno, czy Strzyżów. Na obszarze Pogórza Dynowskiego wybudowano jedynie linię kolejki wąskotorowej łączącą Dynów z Przeworskiem. Stolica powiatu, Brzozów, nie była w planach budowy kolei uwzględniona, chociaż prowadzono zabiegi, aby uzyskało połączenie kolejowe. Działania te jednak nie doczekały się realizacji. Spowodowało to zubożenie miasta.
Ważnym punktem rozwoju gospodarczego regionu było zapoczątkowanie eksploatacji ropy naftowej na przełomie XIX i XX wieku. Szyby naftowe pojawiły się w Witryłowie, Grabownicy Starzeńskiej, Humniskach, Turzym Polu, Starej Wsi oraz w Trześniowie. W początkowych latach XX stulecia poszukiwano nowe złoża ropy w lesie brzozowskim, w pobliżu ze Zmiennicą. Nie trafiono tam na złoża ropy, a na obfite złoża mineralne. Spowodowało to wybudowanie domu zdrojowego, willę Anatolówkę, leśniczówkę, dwa baseny, kort tenisowy oraz budynki gospodarcze. Uzdrowisko to nazwano Brzozów-Zdrój. Wraz z końcem monarchii Austro-Węgierskiej powstały w tym regionie miejsca kultury polskiej. Postawiono pomniki upamiętniające pięćsetlecie bitwy pod Grunwaldem oraz utworzono gimnazjum z językiem polskim wykładowym w 1909 roku w Brzozowie. Powstał również ruch ludowy, którego uczestnikiem był m.in. ksiądz Stanisław Stojałowski, czy pochodzący z Jabłonicy Polskiej Jan Stapiński.

## Starostowie

### Galicja
- Jan Kalita de Brenzenheim (1859 - 1864)
- Losemau von Oswald (od 1864)
- Wawrzyniec Pressen (około 1870)
- Benedykt Biernacki
- Robert Foedrich (1878 – 1883)
- August Pius Dzieduszycki (1883 - 1900)
- Walenty Bielawski (1900 – 1908)
- Józef Lange (1908 – 1910)
- Karol Matyas (1911 – 1913)
- Kazimierz Miliński (1913 – do sierpnia 1918)

### Rzeczpospolita Polska (1944–1952)
- inż. Marian Trawiński (1944 –?)[10]

### III Rzeczpospolita
- Józef Rzepka (1998 – 2002)
- Zygmunt Błaż (2002 – 2018)
- Zdzisław Szmyd (od 2018)[11]

## Transport
Przez teren powiatu przebiega droga krajowa nr 19 łącząca Kuźnicę Białostocką przez Białystok, Lublin i Rzeszów z przejściem granicznym w Barwinku. Z drogą tą pokrywa się trasa europejska nr E371, która prowadzi z Radomia do Preszowa na Słowacji.
Ponadto na jego obszarze znajdują się cztery drogi wojewódzkie:
- 835 Elizówka – Lublin – Przeworsk – Grabownica Starzeńska,
- 884 Przemyśl – Domaradz,
- 886 Domaradz – Brzozów – Sanok,
- 887 Humniska – Rymanów – Daliowa.

Powiat brzozowski jest jednym z niewielu w Polsce, przez który nie przebiega ani nigdy nie przebiegała żadna linia kolejowa. Najbliższe czynne przystanki kolejowe znajdują się we Wróbliku Szlacheckim (2,5 km od granicy powiatu) i w Milczy (4 km od granicy powiatu) na linii kolejowej nr 108 oraz w Dynowie (2 km od granicy powiatu), gdzie w sezonie letnim funkcjonuje Przeworska Kolej Dojazdowa.

## Sport
Kluby piłki nożnej w powiecie brzozowskim:

- Iskra Przysietnica, klasa okręgowa grupa Krosno
- Brzozovia Brzozów (A klasa), grupa Krosno II
- Sokół Domaradz (B klasa), grupa Krosno III
- Zryw Dydnia (B klasa), grupa Krosno III
- LKS Haczów (A klasa), grupa Krosno II
- Błękitni Jasienica Rosielna (B klasa), grupa Krosno IV
- San Nozdrzec (B klasa), grupa Krosno III

## Pomoc społeczna
- Powiatowe Centrum Pomocy Rodzinie
- Środowiskowy Dom Samopomocy im. Jana Pawła II[12]
- Warsztat Terapii Zajęciowej[12]
- Miejski Ośrodek Pomocy Społecznej[12]
  - Świetlica Socjoterapeutyczna[12]
- Rodzinny Dom Dziecka

## Sąsiednie powiaty
- powiat strzyżowski
- powiat rzeszowski
- powiat przemyski
- powiat sanocki
- powiat krośnieński